# 選挙人名簿
選挙人名簿（せんきょにんめいぼ）とは、選挙人の資格を公証する目的で、選挙人の氏名を登録した名簿。選挙人名簿の作製主義には「随時主義（選挙の都度、作製される）」と「据置主義」がある。また登録にも「選挙管理委員会等が職権で登録するもの」と「各人が申告して登録するもの」などの区別がある。

## 日本の選挙人名簿
公職選挙法（昭和25年法律第100号）19条以下に規定する。しかし、名簿は選挙人の資格を公証するだけで、その資格を与えるものではないから、たとえ登録された者でもその資格の無い者または選挙当日に選挙権の無い者は投票できない。一方、たとえ選挙権があっても選挙人名簿に登録されていなければ投票することはできない。
選挙人名簿は市区町村選挙管理委員会が調製保管する。

### 名簿の調製
日本の現行選挙人名簿は永久据置主義（永久選挙人名簿）で職権登録の名簿である。
市町村の区域内に住所を有する選挙権年齢に達した日本国民（選挙権の消極的要件に該当し、選挙権を有しない者を除く。）で、引き続き3ヶ月以上当該市町村の住民基本台帳に登録されている者が職権で登録される。
選挙人名簿は、国政選挙であると地方選挙であるとを問わず公職選挙法の適用される全ての選挙に使用される。また、地方自治法による住民投票や最高裁判所裁判官の国民審査、検察審査員候補者予定者名簿や裁判員候補者予定者名簿を作製するためにも用いられる。

### 登録と抹消

#### 登録
選挙人名簿への登録は、毎年3月、6月、9月、12月（登録月）の2日に前日1日現在での住民基本台帳の記録をもとに定期的に行われるとともに（定時登録）、選挙の公示日（告示日）の前日にも登録は行われる（選挙時登録）。

#### 抹消
選挙人名簿の登録は抹消されない限り有効である。
1. 死亡、日本国籍喪失のときは、ただちに抹消される[3]。
2. 転出のときは、いったん転出したことが表示され、転出日から4か月を経過した時に抹消される[3]。
3. 登録されるべきでない者が登録されているときは、ただちに抹消される[3]。

なお、選挙権を停止された人の場合は、その旨の表示が行われ抹消されるわけではない。

#### 転出の場合
転出した場合、転入届の手続後3ヶ月以上居住することで転入先の市区町村の選挙人名簿に登録され投票ができるようになる。転出元の市区町村の選挙人名簿では、いったん転出したことが表示され、転出日から4か月を経過した時に抹消される。転入先の市区町村の選挙人名簿に登録されるまでの間の扱いは選挙の種類により異なる。
- 国政選挙 - 国政選挙は選挙権年齢に達している日本国民を対象としている[4]。したがって、国政選挙（衆議院選挙及び参議院選挙）の場合には、転出先が国内であれば、新住所地の市区町村の選挙人名簿に登録されるまでの間、原則として旧住所地の市区町村において投票できる[1]。
- 都道府県選挙 - 都道府県選挙（都道府県知事選挙や都道府県議会議員選挙）の場合には、転居先が同一都道府県内の場合は、新住所地の市区町村の選挙人名簿に登録されるまで、原則として転居が1回であることがわかる市区町村長発行の証明書を提出すれば旧住所地の市区町村において投票できる[1]。同一都道府県内での転居の場合でも3か月以内に2度以上他市区町村間へ引っ越した場合には投票することができない[4]。異なる都道府県へ転出した場合、転出先の都道府県選挙では新住所地の市区町村の選挙人名簿に登録されるまでは投票できない[1]。なお、転出の日から4か月が経過するまでは以前に住んでいた市区町村の選挙人名簿に登録は残っているが、転出元の都道府県選挙についてはその投票期間中（投票日当日と期日前投票期間を含む）の時点で既に住民票が他の都道府県の市区町村にある（既に他の都道府県の住民となっている）ため投票できない[4]。
- 市区町村選挙 - 市区町村選挙（市区町村長選挙や市区町村議会議員選挙）の場合には、転居先が同一市区町村内の場合には引き続き選挙人名簿に登録されているので投票可能である[1]。異なる市区町村へ転出した場合は、転出先の市区町村選挙では新住所地の市区町村の選挙人名簿に登録されるまでは投票できない[1]。転出元の市区町村選挙についても投票日現在市区町村内に在住していない（既に他の市区町村の住民となっている）ため投票できない[4]。なお、公職選挙法の規定により転出先の市区町村の選挙人名簿に登録されていないにもかかわらず、期日前投票で投票用紙が誤って交付され問題となった例がある[5][6]。また、複数の同日選挙の事例で同一県内の異なる自治体への転居により、公職選挙法上、県知事選挙の投票権はあるが、市長選挙と市議会議員補欠選挙の投票権は失っている状態にもかかわらず、3つの選挙すべての投票用紙が誤って交付され問題となった例がある[7]。

### 在外選挙人名簿
選挙人名簿と似たものに在外選挙人名簿がある。これは2000年（平成12年）から開始された在外選挙（衆議院・参議院議員選挙に限り認められた日本国外での投票）で用いられる。
在外選挙人名簿も永久据置主義の名簿であるが申告登録の名簿であり最終住所地の市区町村選挙管理委員会が調製保管する。

## 欧州の選挙人名簿

### イギリス
イギリスでは選挙人名簿は1年ごとに調製される。登録されるのは18歳以上のイギリスやコモンウェルス等の国籍をもつイギリス国内に居住する者（一定の条件を満たす国外在住者を含む）で氏名と住所が登録される。

### フランス
フランスも永久選挙人名簿である。登録されるのは満18歳以上でコミューンに住所をもつか5年以上地方税を納税している選挙権を有する者で、氏名、住所、生年月日、出生地が登録される。

### スウェーデン
スウェーデンでは選挙が実施される都度、選挙人名簿が調製される。登録されるのは選挙期日に満18歳以上のスウェーデン国民で国内に居住する者（国政選挙ではかつて住民登録していたものを含む）で、氏名、個人識別番号（PIN）、住所、郵便番号、住所の登録番号等が登録される。

### ノルウェー
ノルウェーでも選挙が実施される都度、選挙人名簿が調製される。登録されるのは選挙が執行される年の12月31日に満18歳以上となるノルウェー国籍を有する者で国内に住民登録している者で、氏名、住所、生年月日、性別が登録される。

### フィンランド
フィンランドでも選挙が実施される都度、選挙人名簿が調製される。登録されるのは満18歳以上の選挙権を有するフィンランド国民で、選挙人のID、氏名、国政選挙の選挙区、国内の住所地、投票区等が登録される。